# Teresa Mane
Teresa Mañé i Miravet, pseud. Soledad Gustavo (ur. 1865 w Cubelles, Garraf, zm. 1939 w Perpinyà) – hiszpańska pisarka i aktywistka anarchistyczna.
Publikowała między innymi w czasopiśmie El Productor, gdzie zetknęła się z anarchizmem. Jest autorką tekstu „Wolność seksualna”, w którym wyraziła progresywne podejście do kwestii związanych z reprodukcją i równouprawnieniem. Uczestniczyła w powstaniu CNT (Krajowej Konfederacji Pracy) oraz FAI (Iberyjskiej Federacji Anarchistycznej). Wraz z rodziną stworzyła w latach 20 XX wieku wydawnictwo „La Revista Blanca” publikujące czasopisma i broszury anarchistyczne.
Jej córka, Federica Montseny, również była działaczką anarchistyczną, która w 1936 roku została też ministrem zdrowia w rządzie republikańskim.